# Cor van der Hart
Pour les articles homonymes, voir Hart.
Cornelis van der Hart est un footballeur néerlandais né le 25 janvier 1928  à Amsterdam (Pays-Bas) et mort le 12 décembre 2006. Il mesurait 1,78 m et a été défenseur au Lille OSC et au Fortuna 54. Il a également fait une carrière d'entraîneur. Il a été, entre autres, l'adjoint de Rinus Michels, le sélectionneur de l'équipe nationale néerlandaise qui a été en finale de la Coupe du monde de football de 1974.

## Carrière de joueur
- Ajax Amsterdam (1943-1944)
- Lille OSC (1950-1954)
- Fortuna Sittard (1955-1962)

## Carrière d'entraîneur
- Holland Sport
- AZ 67
- Standard de Liège
- Fortuna 54
- Fort Lauderdale Strikers
- Wydad AC
- FC Amsterdam
- MVV Maastricht
- FC La Haye
- FC Volendam
- Stormvogels Telstar
- Ajax Amsterdam (école des jeunes)
- Sariyer GK Istanbul
- Équipe nationale néerlandaise (entraîneur adjoint)

## Palmarès

### Joueur
- Vainqueur de la Coupe de France 1953 (avec le Lille OSC)
- Champion de France 1954 (avec le Lille OSC)
- International néerlandais de 1955 à 1961 (44 sélections et 2 buts marqués)
- Finaliste de la Coupe Latine en 1951 avec le Lille OSC

### Entraîneur
- Finaliste de la Coupe de la Ligue Pro 1974 avec le Standard de Liège.
- Vainqueur de la Coupe de la Ligue Pro 1975 avec le Standard de Liège.
- Vainqueur du triplé : Botola Pro1, Coupe du Trône et la fameuse Coupe arabe des clubs champions lors de la saison footballistique 1989/1990 avec le Wydad AC.

## Source
- Marc Barreaud, Dictionnaire des footballeurs étrangers du championnat professionnel français (1932-1997), L'Harmattan, 1997.